# Ризвануша
Ризвануша је насељено мјесто у Лици. Припада граду Госпићу, у Личко-сењској жупанији, Република Хрватска.

## Географија
Ризвануша је удаљена око 10 км југозападно од Госпића.

## Становништво
Према попису из 1991. године, насеље Ризвануша је имала 43 становника. Према попису становништва из 2001. године, Ризвануша је имала 36 становника. Према попису становништва из 2011. године, насеље Ризвануша је имало 29 становника.
| Демографија | Демографија | Демографија |
| Година      | Становника  | Становника  |
| ----------- | ----------- | ----------- |
| 1961.       | 107         |             |
| 1971.       | 84          |             |
| 1981.       | 60          |             |
| 1991.       | 43          |             |
| 2001.       | 36          |             |
| 2011.       |             | 29          |